# 내산 궁검대
내산 궁검대는 충청남도 부여군 내산면에 있다. 2007년 10월 1일 부여군의 향토문화유산 제87호로 지정되었다.